# إنريكي غيرا
إنريكي غيرا (بالإسبانية: Enrique Guerra)‏ هو رسام مكسيكي، ولد في 1871، وتوفي في 1922.